# 广藿香

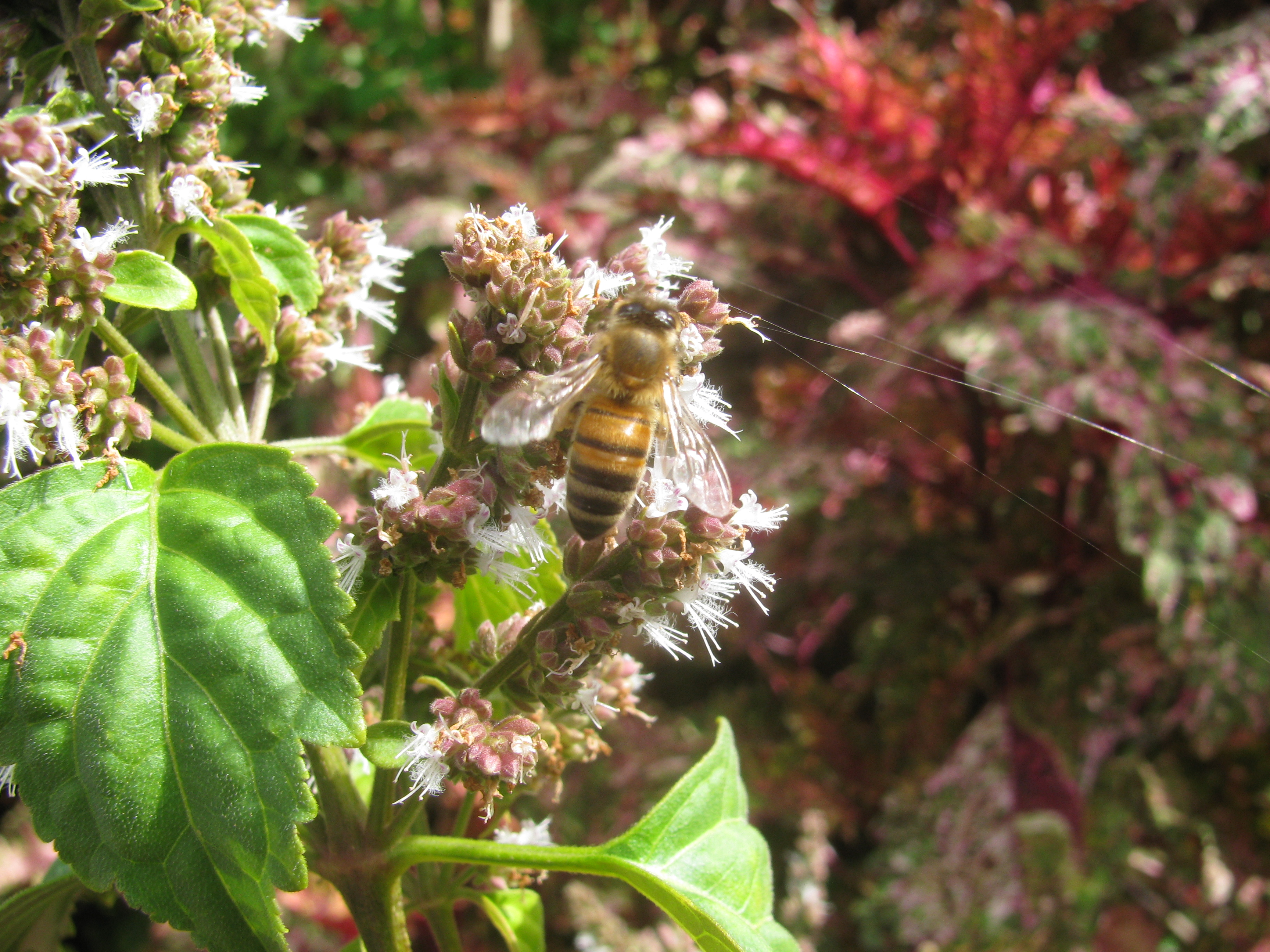
花序

广藿香（學名：Pogostemon cablin），為唇形科多年生草本植物。原產地印度或非洲。全草含揮發油，可用作强刺激药与芳香料，是香水常見成分。具有特殊的一種土味的香氣。能夠幫助乾燥的皮膚，有抗憂鬱、抗發炎、殺菌、催情、抗黴菌特性的效果。

## 形态
方形茎，上面多分枝；叶对生，卵形至卵状长椭圆形，两面和细柄有细毛；夏季开淡红紫色花，穗状花序顶生或腋生，稠密；结平滑的小坚果。
許多人誤以為左手香就是廣藿香，但这是兩種不同植物。

## 外部連結
- 廣藿香 藥用植物圖像數據庫 (香港浸會大學中醫藥學院) （中文）（英文）
- 廣藿香 中藥材圖像數據庫  (香港浸會大學中醫藥學院) （中文）（英文）